# Bad Day L.A.
Bad Day L.A. est un jeu vidéo de tir à la troisième personne développé par Enlight Software et édité par The Mauretania Import Export Company, sorti en 2006 sur Windows.

## Accueil
- Jeuxvideo.com : 4/20[1]